# Peter Anton von Arnim

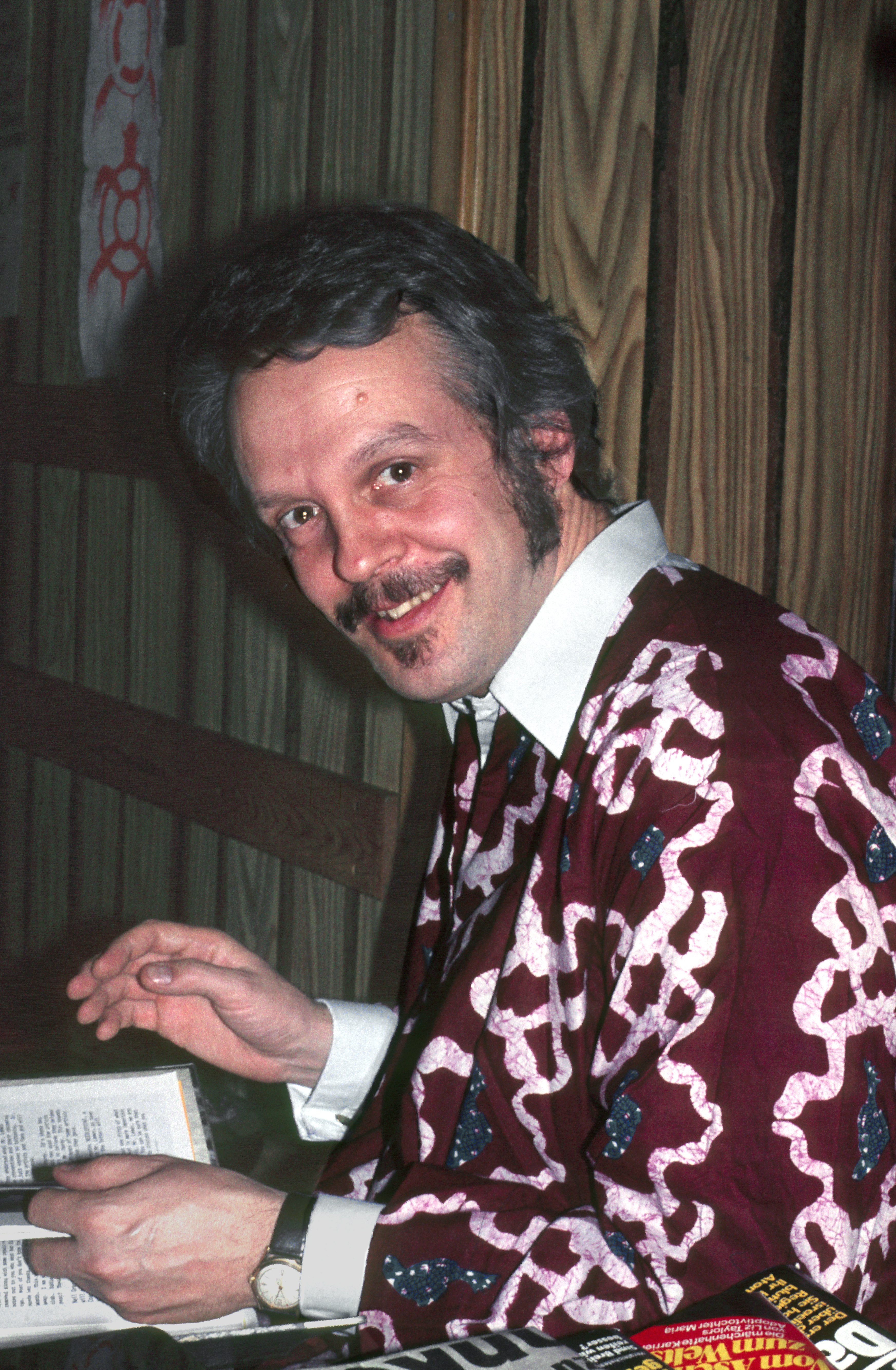
Peter Anton von Arnim in Samy’s Tattoo Studio, Frankfurt am Main (1978)

Peter Anton von Arnim (* 12. August 1937 Gut Zernikow, Kreis Ruppin; † 19. August 2009 in Gransee, Landkreis Oberhavel) war ein deutscher Privatgelehrter, Islamwissenschaftler und Übersetzer; er war ein Ururenkel von Bettina und Achim von Arnim.

## Leben
Peter Anton von Arnim, von seinen Freunden PAvA genannt, wurde als viertes von sechs Kindern des Friedmund Ernst Freiherr von Arnim (1897–1946) und seiner Frau Clara geboren und verlebte seine frühe Kindheit in Zernikow. Er gehört der siebten Generation der Linie Friedmund von Arnim an; Bettina und Achim von Arnim waren seine Alteltern. Nach dem Ende des Zweiten Weltkriegs verließ die Mutter mit ihrer Tochter Bettina und den fünf Söhnen ihre Heimat und flüchtete in den Westen. Der Vater wurde, obwohl er kein Soldat und der Krieg bereits offiziell beendet war, 1945 in die Sowjetunion deportiert, wo er am 13. Januar 1946 in einem Kriegsgefangenenlager in Tula starb. Gut Zernikow und Schloss Wiepersdorf wurden entschädigungslos enteignet, und die Familie floh in die Bundesrepublik Deutschland in die Nähe von Heilbronn. Die Mutter baute 1947/48 in Kupfer bei Schwäbisch Hall ein Siedlungshaus und arbeitete dort in ihrem erlernten Beruf als Physiotherapeutin. Nach dem Abitur 1956 begann Peter Anton von Arnim ein Studium der Literatur in Tübingen, das er jedoch „zum Leidwesen seiner adeligen Verwandtschaft“ abbrach; die Gründe für den Abbruch sind bisher unbekannt. Zwischenzeitlich war er Mitglied des SDS.

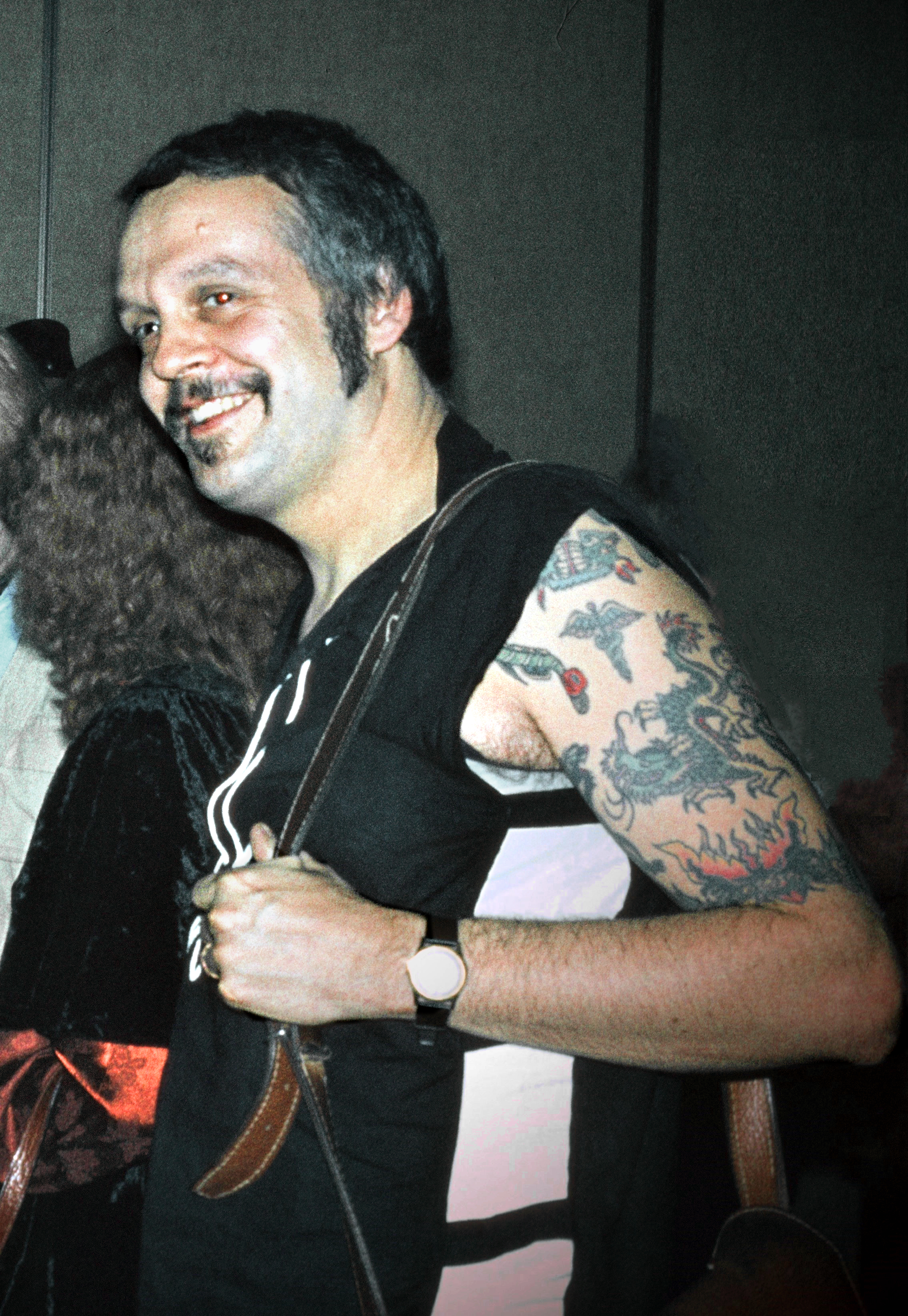
Peter Anton von Arnim in Sacramento (1978)

Er begann in einer Buchhandlung in Frankfurt a. M. zu arbeiten und betreute dort die Institute der Universität. Um 1977 lernte er den Frankfurter Tätowierer Horst Streckenbach kennen und begleitete ihn auf mehreren Reisen, u. a. zusammen mit Manfred Kohrs zur Fifth World Tattoo Convention des North American Tattoo Club 1978 in Sacramento. Er arbeitete auch als Hochzeitsfotograf, später im Sudan mit eigenem Studio.

### Im Sudan
Peter Anton von Arnim übersiedelte 1980 in den Sudan. Ab 1983 dokumentierte er mit Fotoserien das UNICEF-Projekt Wasser für den Sudan. Er unterstützte den Aufbau eines Hilfsprojekts mit dem Namen „Association for Amputees“, das während der Unruhen im Lande verstümmelte Menschen mit Prothesen versorgte. In Omdurman wurde „in den Räumen des deutschen Photographen Peter von Arnim ihr provisorisches Hauptquartier eingerichtet“. Fundamentalisten denunzierten ihn, und er kam kurzfristig in Haft. Ende 1987 entzog er sich einer Ausweisung und verließ das Land.

### Zernikow

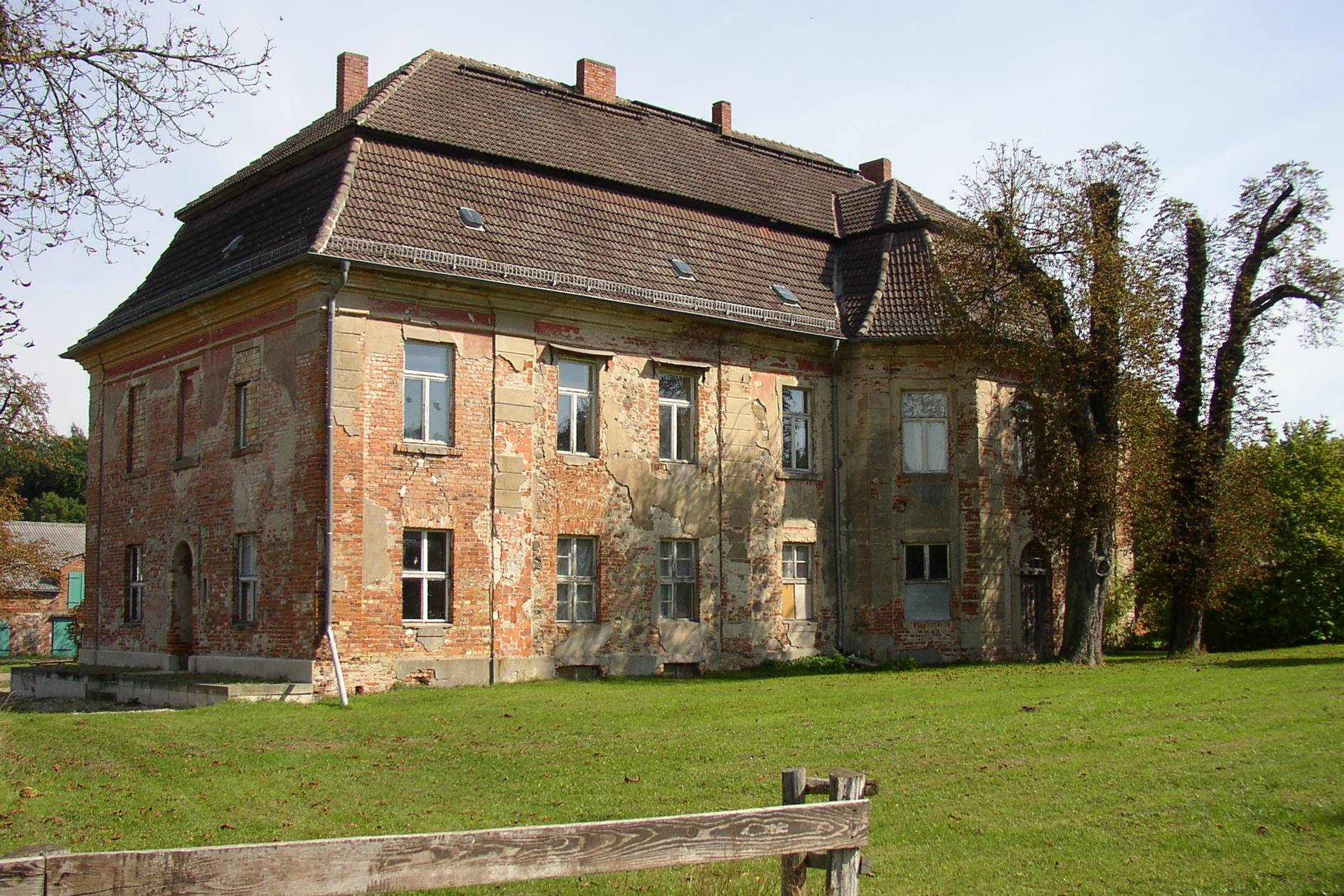
Gut Zernikow, Oberhavel

Nach der friedlichen Revolution in der DDR kehrte er in seine Heimat nach Zernikow zurück. In den 1990er Jahren hielt von Arnim Vorträge für verschiedene Institutionen wie z. B. für die Internationale Arnim-Gesellschaft, den Freundeskreis Schloss Wiepersdorf und die Initiative Zernikow, die sein jüngster Bruder Wolf Hermann von Arnim finanziell unterstützte. Erneut engagierte er sich für Afrika, diesmal für Germanistikstudenten im Senegal. Peter Anton von Arnim interessierte sich auch für islamische Themenkreise wie Goethes Verhältnis zum Islam und arbeitete mit seiner Islamforschung eng mit Katharina Mommsen zusammen. Gemeinsam verfassten sie das Buch Goethe und der Islam.

### Späte Jahre
Im Jahr 2004 erlitt Peter Anton von Arnim einen Schlaganfall. Es folgten längere Krankenhausaufenthalte, mehrere Operationen und dann ein Leben im Rollstuhl. 2007 fasste er den Entschluss, in den Senegal auszuwandern. Er ließ seine Bücher verschiffen und brach im August 2007 auf. Auf dem Flug bekam er eine Thrombose und musste die Reise abbrechen. Zunächst kam er in das Krankenhaus Gransee und nach jahrelangen Behandlungen in verschiedenen Krankenhäusern des Berliner Umfeldes in die Seniorenresidenz Gransee, wo er am 19. August 2009 starb. Am 27. August 2009 wurde Peter Anton von Arnim auf dem Friedhof von Zernikow beerdigt.

## Auszeichnungen
Im Dezember 2008 wurde Peter Anton von Arnim der Forschungspreis der Bettina-von-Arnim-Gesellschaft verliehen. Die Übergabe des Preises erfolgte nicht wie üblich in der Humboldt-Bibliothek, sondern aufgrund seines Gesundheitszustandes in Gransee.

## Bibliografie (Auswahl)

### Monografien
- Peter-Anton von Arnim: Der Nachlass des Dichterpaars Achim und Bettina von Arnim. Kulturbericht 2/99 des Arbeitskreises selbständiger Kultur-Institute e. V. (ASKI)
- Katharina Mommsen: Goethe und der Islam. Hrsg. und mit einem Nachw. vers. von Peter Anton von Arnim. Insel-Taschenbuch, Frankfurt am Main 2001, ISBN 978-3-458-34350-9.[19]
- Clara von Arnim, Peter-Anton von Arnim: Der grüne Baum des Lebens. Lebensstationen einer märkischen Gutsfrau in unserem Jahrhundert, Scherz Verlag, Bern-München-Wien 1989, ISBN 3-502-18011-3.
- Der Nachlass des Dichterpaars Achim und Bettina von Arnim. Zur Maecenas-Ehrung von Clara von Arnim. Arbeitskreis selbständiger Kultur-Institute e.V., Bonn 1999
- Mit Clara von Arnim: Zur Erinnerung an Friedmund Ernst Freiherr von Arnim 1897-1946. Aus Anlass seines 100. Geburtstages Buch: Zur Erinnerung an Friedmund Ernst Freiherr von Arnim 1897-1946.
- Bettine und Goethe. In: Andreas und Paul Remmel (Hrsg.): Goethe-Blätter. Band IV 1. Auflage, S. 105ff. Bernstein Verlag 2008, ISBN 978-3-9809762-4-4.

### Übersetzungen (Auswahl)
- West-östlicher Divan; J. W. Goethe. The West-east Divan: Poems, with “Notes and Essays”: Goethe’s Intercultural Dialogues. Übersetzung, Einführung und Anmerkungen von ; Übersetzung der „Noten und Abhandlungen“ in Zusammenarbeit mit Peter Anton von Arnim. Albany, New York: State University of New York Press, 2010.
- Frantz Fanon: L’an V de la révolution Algérienne. Maspero, Paris 1959. (neu herausgegeben unter dem Titel Sociologie d’une révolution. Maspero, Paris 1968). Deutsch (Neuausgabe): Aspekte der algerischen Revolution (= st. Bd. 337). Übersetzt von Peter-Anton von Arnim, mit einem Nachwort von Armin Scheil. Suhrkamp, Frankfurt am Main 1969.
- Henri Lefebvre: Sociologie de Marx. PUF, Paris 1974 (Nachdr. d. EA Paris 1966). Deutsch (Neuausgabe) Soziologie nach Marx. Suhrkamp, Frankfurt am Main 1972 (übersetzt von Beate Rehschuh und Peter Anton von Arnim).

## Rezeption
Im Jahr 2014 verfassten Horst Stukenberg und Mouhamadou Moustapha Sow das Werk Peter Anton von Arnim – ein biographisches Lesebuch. Sow lernte Peter Anton von Arnim 1983 über das UNICEF- und Pfadfinder-Projekt „Wasser für den Sudan“ kennen und wurde später zu einem engen und vertrauten Freund der Familie von Arnim. Mit dem Buch wollten die Herausgeber „dazu beitragen, Peter Anton von Arnim noch einmal zu Wort kommen zu lassen und seiner zu gedenken“ (S. 7). Auf S. 157 erfährt man aus einem Brief von Horst Stukenberg an Abdoulaya (den Adoptivsohn von Peter-Anton von Arnim), dass das Buch „PAvA zu Ehren“ herausgegeben werden und dem jüngeren Bruder Wolf Herman von Arnim (* 31. August 1942 Gut Zernikow/Oberhavel; † 1. Dezember 2013 Eugisheim/Elsaß) zum 70. Geburtstag geschenkt werden soll.

„Außerdem schildern die – allerdings weit über 100 – Beiträge die beeindruckende, abwechslungsreiche, bewundernswerte, aber auch m. E. tragische und ambivalente Lebensgeschichte des Peter Anton von Arnim (1937- 2009)“

„er war wortgewandt genug, um eine der Koryphäen in der Analyse von Goethes Werken und des Islam zu werden.“